# Benguelasa
Benguelasa is een geslacht van vlinders van de familie tastermotten (Gelechiidae).

## Soorten
- B. major Bidzilya & Mey, 2011
- B. minor Bidzilya & Mey, 2011